# Picosome

### BỐI CẢNH:
Sự xuất hiện của khoa học nano đã dẫn đến những tiến bộ đáng kể trong tất cả cả các lĩnh vực như hóa học, vật lý, thiên văn học, y học, và thậm chí cả triết học. Trong thập kỷ đầu tiên và thứ hai của thế kỷ 21, nhu cầu thiết kế và dự đoán các thuộc tính ở kích thước nano đã nhận được sự chú ý của nhiều nhà khoa học, dẫn đến sự xuất hiện của nhiều thành tựu công nghệ hiện đại bao gồm pin mặt trời, lượng tử, máy tính,  vật liệu xúc tác nano, chẩn đoán và phát hiện sớm bệnh tật và thuốc y học nano. Tuy nhiên, trong thập kỷ thứ ba của thế kỷ 21, công nghệ nano dường như không thể giải quyết được những thách thức do tự nhiên hoặc con người đặt ra với độ chính xác cao hơn.
Do đó công nghệ Picosome – Một phát minh mới của các nhà khoa học tại viện nghiên cứu FUJINA Nhật Bản ra đời là một bước đột phá lớn dựa trên nền tảng của công nghệ nano. Nếu như công nghệ nano là công nghệ chế tạo các nguyên liệu, thiết bị và hệ thống hữu ích nhờ các thao tác sắp xếp các cấu trúc siêu phân tử giới hạn ở kích thước 1 - 100 nano mét (nm) - một phần tỷ mét (10 -9), thì công nghệ picosome như một kỹ thuật xử lý vật liệu ở cấp độ nguyên tử và hạ nguyên tử ở quy mô picoscale hay phần nghìn tỷ mét (10 -12). Nói cách khác Picosome là cấp độ tiếp theo của công nghệ nano.

### ĐẶC ĐIỂM NỔI BẬT:
Phần lớn các quá trình sinh học xảy ra ở cấp độ nguyên tử và hạ nguyên tử. Do đó, Picosome đã mang lại cho các nhà khoa học khả năng xây dựng các quy trình mới có thể tăng cường các hệ thống sinh học, y học, hình ảnh, in ấn, xúc tác hóa học, tổng hợp vật liệu và nhiều lĩnh vực khác. Công nghệ Picosome không chỉ đơn giản là hoạt động ở các kích thước nhỏ hơn; thay vào đó, làm việc ở quy mô picoscale cho phép các nhà khoa học sử dụng các đặc tính vật lý, hóa học, cơ học và quang học độc đáo của các vật liệu xuất hiện tự nhiên ở quy mô đó. Khi kích thước hạt của vật chất rắn trong thang khả kiến được so sánh với kích thước hạt có thể nhìn thấy trong kính hiển vi quang học thông thường, thì có rất ít sự khác biệt về tính chất của các hạt. Nhưng khi các hạt có kích thước bằng một picometer, tức là một phần nghìn tỷ mét dưới kính hiển vi chuyên dụng, thì các đặc tính của vật liệu sẽ có những sự thay đổi đáng kể.

### ỨNG DỤNG THỰC TIỄN:
Picosome như một công nghệ mới xuất hiện với các ứng dụng trong nhiều lĩnh vực. Sự phát triển đầy đủ trong công nghệ Picosome chắc chắn sẽ thay đổi cuộc sống của con người trong tương lai gần, nó giúp các nhà nghiên cứu có thể đi sâu vào các hệ thống và cấu trúc trên picoscale. Nó sẽ tạo ra một nền tảng mà qua đó các nhà khoa học có thể đi vào các cấu trúc siêu nhỏ, điều này sẽ dẫn đến việc tạo ra các chiều không gian mới cũng như các cơ hội mới cho các ngành khoa học.
Các hạt ở quy mô Pico là sự thay thế lý tưởng cho các vật liệu nano được sử dụng trước đây. Vật liệu Pico rất mạnh để phát hiện sớm các dấu ấn sinh học và phân tử sinh học do khả năng phi thường của chúng. Với kích thước siêu nhỏ (10 -12m) cho phép chúng xâm nhập vào các tế bào và vượt qua các rào cản dễ dàng và chính xác hơn. Bên cạnh tầm quan trọng về kích thước của các hạt, hình dạng của chúng có thể cho phép kiểm soát nhiều hơn việc phân phối mục tiêu dựa trên khả năng trình bày phối tử khác nhau. Do đó, tỷ lệ bề mặt trên thể tích lớn của các hạt pico cung cấp khả năng kết dính các yếu tố như protein và enzym ở quy mô nano. Nhờ vậy các hạt pico có thể gắn và phát hiện các dấu ấn sinh học một cách chọn lọc hơn. Các hạt này có thể thay đổi các tính chất của vật liệu như màu sắc, độ dẫn điện và từ tính bằng cách thay đổi trạng thái năng lượng của nguyên tử. Ví dụ, các hạt pico vàng có thể có màu tím hoặc đỏ sẽ cho hình ảnh sinh học cụ thể và chính xác. Hơn nữa, chúng có thể can thiệp vào các khối u và tạo điều kiện nhắm trúng mục tiêu để phá hủy khối u bằng laser mà không gây hại cho các tế bào khỏe mạnh, cũng như giúp phân phối thuốc hiệu quả và ít tác dụng phụ.
Nhiều hoạt động bên trong của tế bào diễn ra tự nhiên ở mức picoscale. Ví dụ, hemoglobin, một loại protein mang oxy đi khắp cơ thể, chỉ có đường kính 5,5 nanomet. Một sợi DNA, một trong những khối cấu tạo nên sự sống của con người, chỉ có đường kính khoảng 2 nanomet, cả hai đều có kích thước lớn hơn rất nhiều so với một picometer. Dựa trên biểu đồ sinh học tự nhiên, nhiều nhà nghiên cứu đã và đang nghiên cứu thiết kế các công cụ, phương pháp và liệu pháp điều trị chính xác và cá nhân hóa hơn các phương pháp thông thường và có thể được áp dụng sớm hơn trong quá trình chuẩn đoán và điều trị bệnh, dẫn đến ít tác dụng phụ bất lợi.
```
Bên cạnh đó, khả năng điều chỉnh là một đặc điểm quan trọng khác của các hạt ở quy mô pico, cho phép chúng gắn các phân tử và ghi nhãn bằng dấu huỳnh quang. Do đó, bằng cách tận dụng các hạt pico, việc truy tìm và phát hiện các dấu ấn sinh học để chẩn đoán bệnh ở giai đoạn đầu sẽ được thực hiện một cách dễ dàng và chính xác. Xét nghiệm mã vạch Pico là một trong những ví dụ y học cho phép phát hiện an toàn và chính xác dấu ấn sinh học ung thư tuyến tiền liệt. Nó đã được chứng minh là nhạy hơn nhiều lần so với các xét nghiệm thông thường cho cùng một dấu ấn sinh học mục tiêu và nó có thể được điều chỉnh để phát hiện hầu hết mọi mục tiêu phân tử.
```

Các đặc tính quan trọng nhất của hạt pico là tính an toàn và không độc hại. Các khả năng đặc quyền của hạt pico như độ ổn định cao, kích thước nhỏ, dễ phân phối và an toàn đã cho phép các nhà nghiên cứu vượt qua các chướng ngại của hạt nano. Do đó, việc chế tạo các hạt quy mô pico và phát triển công nghệ Picosome sẽ là một bước đột phá mới đầy tiềm năng trong ngành y dược hiện đại.

Nguồn tham khảo:

1.	Pashazadeh-Panahi, Paria, and Mohammad Hasanzadeh. "Revolution in biomedicine using emerging of picomaterials: A breakthrough on the future of medical diagnosis and therapy." Biomedicine & Pharmacotherapy 120 (2019): 109484.
2.	Qasim, Muhammad Zeeshan, et al. "The potential applications of picotechnology in biomedical and environmental sciences." Environmental Science and Pollution Research 27.1 (2020): 133-142.
3.	Prathyusha, K., et al. "Pico technology: Instruments used and Applications in pharmaceutical field." Research Journal of Pharmaceutical Dosage Forms and Technology 10.1 (2018): 34-41.
4.	Rabiee, Navid, et al. "COVID-19 and picotechnology: Potential opportunities." Medical hypotheses 144 (2020): 109917.
Liên kết: 
https://alobacsi.com/cong-nghe-picosome-tuong-lai-cua-nganh-y-duoc-hien-dai-n414333.html